# ليو شياو لينغ تونغ
ليو شياو لينغ تونغ (بالصينية: 六小龄童) هو ممثل صيني، ولد في 12 أبريل 1959 بشانغهاي في الصين.

## وصلات خارجية
- ليو شياو لينغ تونغ على موقع IMDb (الإنجليزية)
- ليو شياو لينغ تونغ على موقع قاعدة بيانات الفيلم (الإنجليزية)